# Sigfús Daðason
Sigfús Daðason, född 20 maj 1928, död 12 december 1996, var en isländsk författare, förlagsredaktör, förläggare, översättare och universitetslärare.
Sigfús studerade latin och litteratur i Paris, han var redaktör och skribent för kulturtidskriften Mál og Menning 1960-1975, satt i styrelsen för förlaget Mal og Menning 1962-1976 och var Mal og Mennings direktör 1971 -1976. han var även förlagsredaktör och direktör på sitt eget förlag Ljodhus 1976 till 1995.
Sigfús tillhörde Islands främsta förespråkare för modernismen. Han översatte fransk litteratur till isländska, bland annat Romain Rolland(tillsammans med Thorarinn Björnsson), Vercors och Saint-John Perses Exil 1992. Han skrev ett flertal diktsamlingar, bland annat Ljóð 1947-1951, 1955, hendur og orð, 1959, där påverkan från fransk surrealism gör sig gällande. Också diktsamlingen Fá ein ljóð, 1977 (dikter från 1960-1970), Utlinur bakvid minnid, 1987, Provence i Endursyn utkom 1992 och Og Hugleiða steina som utkom postumt 1997. 